# Ein Sommernachtstraum (Britten)
Ein Sommernachtstraum (englisch: A Midsummer Night’s Dream) ist eine Oper in drei Akten von Benjamin Britten nach dem gleichnamigen Drama von William Shakespeare. Sie wurde am 11. Juni 1960 beim Aldeburgh Festival unter der Leitung des Komponisten uraufgeführt.

## Handlung

### Erster Akt
Schauplatz der Handlung sind Athen und ein nahegelegener Wald zur Sagenzeit. Im Reich der Elfen gibt es einen Familienstreit. Das Herrscherpaar Oberon und Titania ist wegen eines Menschenknaben zerstritten. Oberon erteilt dem Kobold Puck den Auftrag, seiner Frau ein Zaubermittel in die Augen zu träufeln, durch dessen Wirkung sie sich in das erste Wesen verlieben soll, das ihr begegnet. Auf diese Weise will er sie gefügig machen. Zur gleichen Zeit flüchten zwei junge Paare, denen zu heiraten verboten wurde, in den Wald bei Athen: Lysander und Hermia sowie Demetrius und Helena. Helena ist Hermias Freundin – und nun ihre Rivalin um Demetrius’ Gunst. Denn Helena liebt noch immer Demetrius, der einst ihre Liebe erwiderte, doch dann für Hermia entflammte, die ihn auf Geheiß ihres Vaters ehelichen soll. Nach Oberons Willen soll auch dem Demetrius der Liebestrank eingeträufelt werden, damit dieser seine Gefühle für Helena wiederentdeckt. Puck aber unterläuft ein schwerer Fehler: Statt dem Demetrius verabreicht er Lysander den Trank, worauf sich dieser in Helena verliebt. Von diesen Geschehnissen unberührt, proben sechs Handwerker im Wald das komische Trauerspiel von Pyramus und Thisbe, das sie anlässlich der Hochzeit von Herzog Theseus aufführen wollen.

### Zweiter Akt
Während einer Probe der Handwerker verwandelt Puck den Weber Zettel in einen Esel. Seine Kameraden ergreifen die Flucht, Titania aber entbrennt unter dem Einfluss des Zaubertranks in glühender Leidenschaft zu dem Tier. Währenddessen kommt es unter den jungen Leuten zu Eifersuchtsszenen. Oberon kann Gewaltanwendungen gerade noch verhindern, indem er sie verwirrt und voneinander trennt.

### Dritter Akt
In der Morgendämmerung sorgt Oberon für Ordnung. Zunächst gibt er Zettel seine menschliche Gestalt zurück. Als die jungen Leute erwachen, halten sie die vorherigen Geschehnisse für böse Träume und finden zueinander. Oberon und seine Gemahlin Titania versöhnen sich. Auf der Hochzeitsfeier des Theseus erfreuen sich alle an der schauspielerischen Darbietung der Handwerker, die das Schauspiel Pyramus und Thisbe aufführen. Theseus erteilt den beiden anwesenden Paaren, Lysander und Hermia einerseits und Demetrius und Helena andererseits, die nach allen Wirrungen nun in den „richtigen“ Konstellationen zusammengefunden haben, seinen Segen.